# Hebbronville
Hebbronville é uma Região censo-designada localizada no estado norte-americano do Texas, no Condado de Jim Hogg.

## Demografia
Segundo o censo norte-americano de 2000, a sua população era de 4498 habitantes.

## Geografia
De acordo com o United States Census Bureau tem uma área de
15,3 km², dos quais 15,3 km² cobertos por terra e 0,0 km² cobertos por água. Hebbronville localiza-se a aproximadamente 167 m acima do nível do mar.

## Localidades na vizinhança
O diagrama seguinte representa as localidades num raio de 36 km ao redor de Hebbronville.